# Ngọc Quyên
Huỳnh Khương Ngọc Quyên, connue sous le nom de Ngọc Quyên, née le 24 avril 1988 à Hô Chi Minh-Ville, est une top-model et actrice vietnamienne.

## Carrière
À l'âge de 16 ans, elle commence sa carrière dans le mannequinat et a eu rapidement du succès dans les années 90,.
En 2011, elle pose nue dans le but d'envoyer un message pour la protection de l'environnement. Ces photos dénudées feront scandales et affoleront l'opinion publique et les médias.
Du 20 au 21 juillet 2013, à Hô Chi Minh-Ville, elle se rend à Go Vap où se situe le village d'enfants SOS et participe avec d'autres personnalités connues dont Thanh Ngọc, Trang Trần, Hồ Vĩnh Khoa, Hà Anh Tuấn et Mai Phương Thúy.

## Filmographie
- 2006 : Tropical Snow (Tuyết nhiệt đới) : Yến
- 2007 : Tournesols sauvages (Hoa Dã Quỳ) : Ánh Nguyệt
- 2009 : If We're Fated To Love (Có lẽ nào ta yêu nhau) :  Nam Mai
- 2009 : 14 jours de vacances (14 ngày phép)
- 2010 : Cheveux emmêlés (Tóc Rối)
- 2010 : On ne plaisante pas avec les anges (Gia đình số đỏ)
- 2010 : Family of Red : Mỹ Dung
- 2012 : Love Free : Minh Tâm
- 2013 : The Lady Assassin : Đào Thị
- 2013 : L'ange rapide (Những thiên thần nhanh nhạy)